# Cratere Praxiteles
Praxiteles  è un cratere sulla superficie di Mercurio.